# قاموس الأحلام

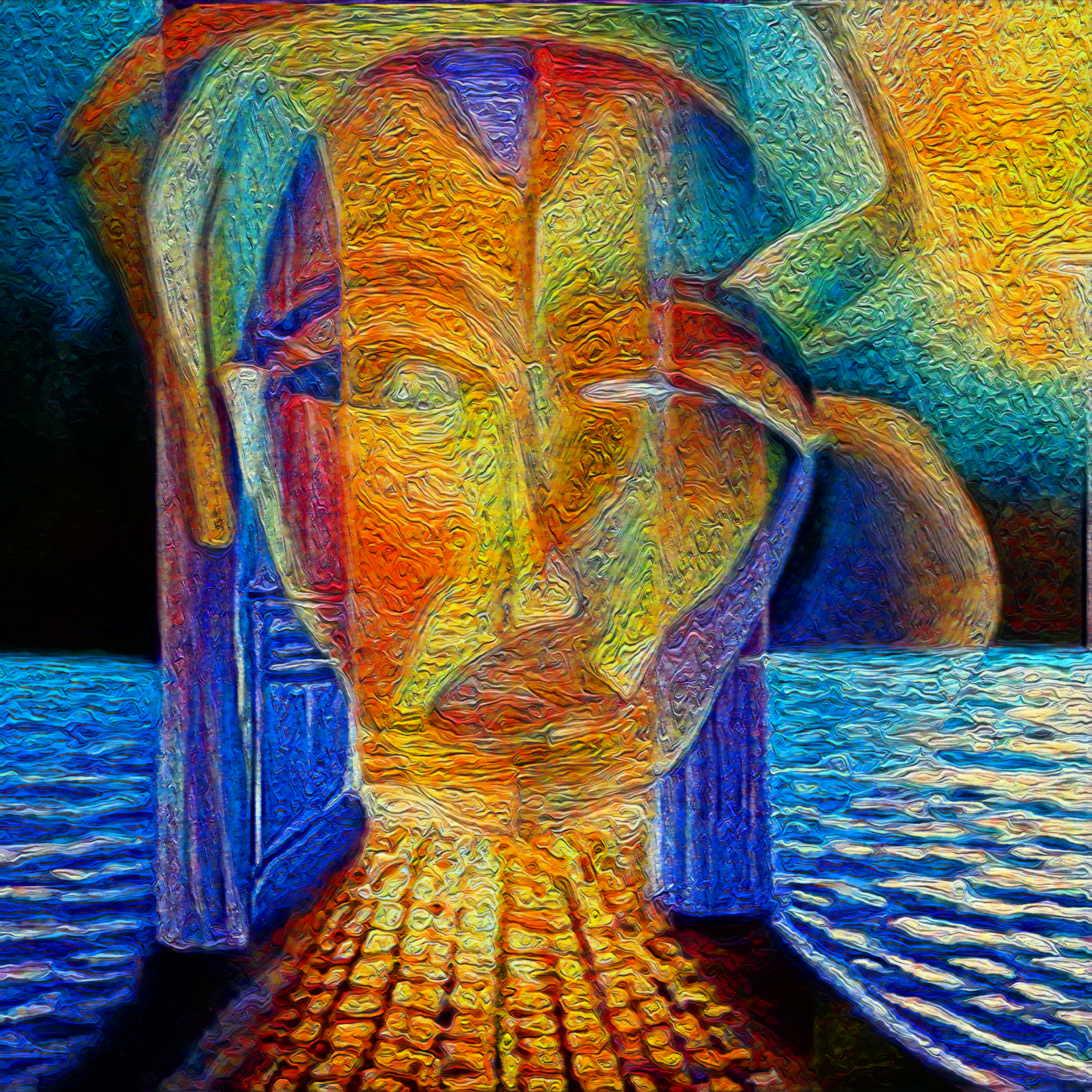
يتضمن قاموس الأحلام تفسيرات للأحلام، حيث يعطي كل رمز في الحلم معنى محدداً

قاموس الأحلام (بالإنجليزية: Dream dictionary)‏ المعروف أيضًا بأدب تفسير الأحلام هو أداة أنشئت لتفسير الصور في الأحلام. ويضمن القاموس صور محددة مرتبطة بتفسيرات محددة. ومع ذلك، فإن قواميس الأحلام عمومًا لا تعتبر قابلة للتطبيق العلمي من أولئك الذين ينتمون إلى مجتمع علم النفس.

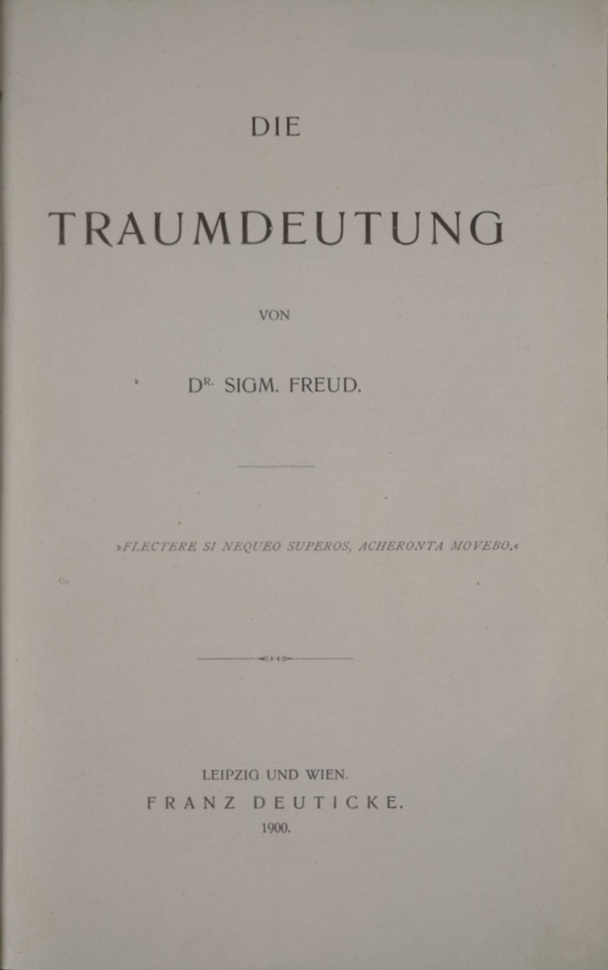
كتاب تفسير الأحلام لسيغموند فرويد، من أشهر كتب تفسير الأحلام في علم النفس

## نظرة تاريخية
منذ القرن التاسع عشر، نُقل فن تفسير الأحلام إلى أسس علمية، ممّا جعله جزءًا متميزًا من علم النفس. ومع ذلك، فقد استمرت رموز الأحلام في الأزمنة "غير العلمية" - وهي نتيجة لتفسيرات الشائعات التي تختلف حول العالم بين ثقافات مختلفة - في تمييّز يوم الإنسان العادي الذي غالباً ما يجهل التحليل الفرويدي للأحلام.
يتضمن قاموس الأحلام تفسيرات للأحلام، حيث يعطي كل رمز في الحلم معنى محدداً. لقد تغيرت الآراء حول معنى الأحلام بشكل كبير عبر الزمن، وبالتالي تغيرت أيضاً تفسيرات الأحلام. تغير محتوى قواميس الأحلام منذ نشرها لأول مرة. ففيما كان الإغريق والرومان يرون الأحلام على أنها لها معنى ديني، مما جعلهم يعتقدون أن أحلامهم تعطيهم فكرة عن المستقبل وتحمل مفتاح حل مشاكلهم. وكانت وجهة نظر أرسطو حول الأحلام أنها مجرد وظيفة لتركيبنا الفسيولوجي، ولم يكن يعتقد أن الأحلام لها معنى أكبر، بل أنها نتيجة لكيفية نومنا. وفي العصور الوسطى، كانت الأحلام تُنظر إليها على أنها تفسير للخير أو الشر.
على الرغم من أن قاموس الأحلام غير معترف به في عالم علم النفس، يقال إن فرويد قد أحدث ثورة في تفسير الأحلام ودراستها. إذ توصل فرويد إلى استنتاج مفاده أن الأحلام كانت شكلاً من أشكال تحقيق الأمنيات. واستندت قواميس الأحلام في البداية إلى الأفكار الفرويدية والتفسيرات القديمة للأحلام.
بعض الأمثلة على تفسير الأحلام هي: الحلم بأنك على الشاطئ يعني أنك تواجه سلبية في حياتك، أو قد يمثل الأسد حاجة للسيطرة على الآخرين. تحتوي قواميس الأحلام عادةً على تفسيرات تتراوح من ألف إلى الياء. وتأتي القواميس في شكل كتاب أو على الإنترنت.

## مقالات ذات صلة
- تفسير الأحلام
- يوميات الحلم
- مشاركة حكاية الحلم [الإنجليزية]
- أحلام للتنبوء
- تفسير حلم التحليل النفسي [الإنجليزية]
- حلم متكرر [الإنجليزية]